# Беле (Республіка Алтай)
Беле (рос. Беле) — село Улаганського району, Республіка Алтай Росії. Входить до складу Челушманського сільського поселення.
Населення — 30 осіб (2015 рік).